# John Nicholson (ciclista)
John Michael Nicholson (nascido em 22 de junho de 1949) é um ex-ciclista australiano, profissional de 1974 a 1989.
Como um ciclista amador, ele competiu pela Austrália nos Jogos Olímpicos de Verão de 1972, em Munique, onde conquistou a medalha de prata na prova de velocidade individual, atrás de Daniel Morelon e na frente de Omar Pkhakadze. Anteriormente, ele participou dos Jogos Olímpicos de Verão de 1968, realizados na Cidade do México, sendo eliminado nas rodadas preliminares na velocidade individual.
Em 1970 e 1974 ele ganhou a medalha de ouro nos Jogos da Commonwealth, competindo na velocidade, e em 1975 e 1976 do campeonato mundial de velocidade.